# Жабінка
Жабінка (пол. Żabinka, нім. Zabinken, 1938-45: Hochsee) — село в Польщі, у гміні Круклянки Гіжицького повіту Вармінсько-Мазурського воєводства.
Населення — 74 особи (2011).
Німецьку історичну назву Zabinken, у 1938 році нацистська адміністрація поміняла на штучну форму Hochsee.
У 1975-1998 роках село належало до Сувальського воєводства.
Село Жабінка розташована недалеко озера Ґолдопіво, одного з більших озер на Мазурії, котре получене річкою Сапіною зі шляхом Країни великих мазурських озер. У безпосередньому сусідстві села розташоване менше озеро (колись затока Ґолдопіва) під назвою Жабянка.
У Жабінці, в осередку по протилежній стороні озера Жабянка, від 2002 рік в рік у серпні є організований міжнародній студентский молодіжний табір «Жабінка». Кожного року у таборі бере участь близько 100 студентів з понад 20 держав Європи та світу.

## Демографія
Демографічна структура станом на 31 березня 2011 року:
|          | Загалом | Допрацездатний вік | Працездатний вік | Постпрацездатний вік |
| -------- | ------- | ------------------ | ---------------- | -------------------- |
| Чоловіки | 32      | 6                  | 22               | 4                    |
| Жінки    | 42      | 8                  | 28               | 6                    |
| Разом    | 74      | 14                 | 50               | 10                   |